# Rui (voleibolista)
Rui Campos do Nascimento, mais conhecido apenas como Rui (Rio de Janeiro, 23 de setembro de 1960) é um ex-voleibolista brasileiro.
A nível de clubes atuou pela Pirelli, entre outros. Com a Seleção Brasileira foi vice-campeão no Campeonato Mundial de 1982 em Buenos Aires, obteve a medalha de ouro nos Jogos Pan-Americanos de 1983 em Caracas, e a medalha de prata nas Olimpíadas de 1984 em Los Angeles. Rui foi gerente de esportes do Departamento Nacional do SESI até 2012. Atualmente trabalha no Ministério do Esporte em Brasília.